# Odontacolus longiceps
Odontacolus longiceps är en stekelart som beskrevs av Jean-Jacques Kieffer 1910. Odontacolus longiceps ingår i släktet Odontacolus och familjen Scelionidae. Inga underarter finns listade i Catalogue of Life.